# 陳最
陳最（14世紀—15世紀），字茂先，福建福州府福清縣西塘人，明朝政治人物。

## 生平
陳最年少聰穎能文，永樂六年（1408年）登戊子科福建鄉試舉人，七年（1409年）會試中副榜，授萬州學正，以淡泊寧靜自持，曾在學署牆壁寫下：「門當雪積氊餘暖，甑欲塵封水亦甘」。在當地嚴厲訓誡、寬容薰陶，州內士大夫都尊敬他，因年老致仕，在家去世。

## 引用
1. 1 2  光緒《福清縣志·卷十四·人物志》：陳最，字茂先，西塘人，少穎敏能文，永樂戊子舉于鄉，會試中乙榜，就廣東萬州學正，以淡泊寧靜為持，躬司教之本，嘗書其署壁曰：「門當雪積氊餘暖，甑欲塵封水亦甘」。居萬久嚴于課飭，寬以薰陶，州士大夫矜而式之，引年致仕卒于家。